# Chińska Liga Koszykówki Kobiet
Chińska Liga Koszykówki Kobiet (chin. 中国女子篮球联赛; WBCA) – najwyższa klasa żeńskich rozgrywek koszykarskich w Chinach, powstała w 2002.

## Zespoły w sezonie 2018-2019
Obecnie w lidze występuje 18 drużyn. Nazwy zespołów często noszą nazwy korporacji je sponsorujących.
| Zespół                    | Miasto            | Prowincja    | Hala                                           |
| ------------------------- | ----------------- | ------------ | ---------------------------------------------- |
| Bayi Kylin                | Nanchang          | Jiangxi      | Nanchang International Sport Center            |
| Beijing Great Wall        | Pekin             |              | Shougang Gymnasium                             |
| Guangdong Vermilion Birds | Dongguan          | Guangdong    | Dalang Arena                                   |
| Hebei Win Power           | Hengshui          | Hebei        | Hengshui Stadium                               |
| Heilongjiang Dragons      | Daqing            | Heilongjiang | Daqing Stadium                                 |
| Jiangsu Phoenix           | Liyang            | Jiangsu      | Liyang Stadium                                 |
| Liaoning Flying Eagles    | Anshan            | Liaoning     | Angang Stadium                                 |
| Shaanxi Red Wolves        | Weinan            | Shaanxi      | Weinan Sports Centre                           |
| Shanghai Swordfish        | Szanghaj          |              | Baoshan Sports Centre / Baosteel Sports Centre |
| Shanxi Flame              | Taiyuan           | Shanxi       | Shanxi Sports Centre Stadium                   |
| Xinjiang Magic Deer       | Urumczi / Changji | Sinciang     | Xinjiang Sports Centre / Changji Stadium       |

## Finały
| Sezon | Mistrzynie                 | Wynik | Wicemistrzynie          | MVP Finałów   |
| ----- | -------------------------- | ----- | ----------------------- | ------------- |
| 2002  | Bayi Kylin                 |       | Winda Shenbu Sanyo      |               |
| 2003  | Bayi Kylin                 |       | Guangdong Sun Spring    |               |
| 2004  | Bayi Kylin                 |       | Heilongjiang Hualong    | Sui Feifei    |
| 2005  | Bayi Kylin                 |       | Liaoning Baocheng       | Chen Xiaoli   |
| 2006  | Liaoning Golden Leopards   | 3–0   | Shenyang Army           | Chen Xiaoli   |
| 2007  | Liaoning Golden Leopards   |       | Bayi Kylin              | Chen Nan      |
| 2008  | Bayi Kylin                 | 3–0   | Liaoning Hengye         | Chen Nan      |
| 2009  | Liaoning Golden Leopards   |       | Bayi Guangbo            | Ma Zengyu     |
| 2010  | Liaoning Golden Leopards   | 3–1   | Henan Phoenix           | Ji Yanyan     |
| 2011  | Shenyang Army Golden Lions | 3–2   | Guangdong Jiahong       | Miao LiJie    |
| 2012  | Beijing Great Wall         | 3–0   | Zhejiang Golden Bulls   | Zhang Yu      |
| 2013  | Shanxi Flame               | 3–1   | Zhejiang Golden Bulls   | Wu Jinzhu     |
| 2014  | Shanxi Flame               | 3–1   | Beijing Great Wall      | Zhang Yu      |
| 2015  | Shanxi Flame               | 3–1   | Beijing Great Wall      | Ji Yanyan     |
| 2016  | Beijing Great Wall         | 3–1   | Xinjiang Tianshan Deers | Ting Shao     |
| 2017  | Beijing Great Wall         | 3–0   | Bayi Kylin              | Sylvia Fowles |
| 2018  | Beijing Great Wall         | 3–0   | Shanxi Flame            | Ting Shao     |
| 2019  | Guangdong Vermilion Birds  | 3–2   | Bayi Kylin              | Li Yueru      |

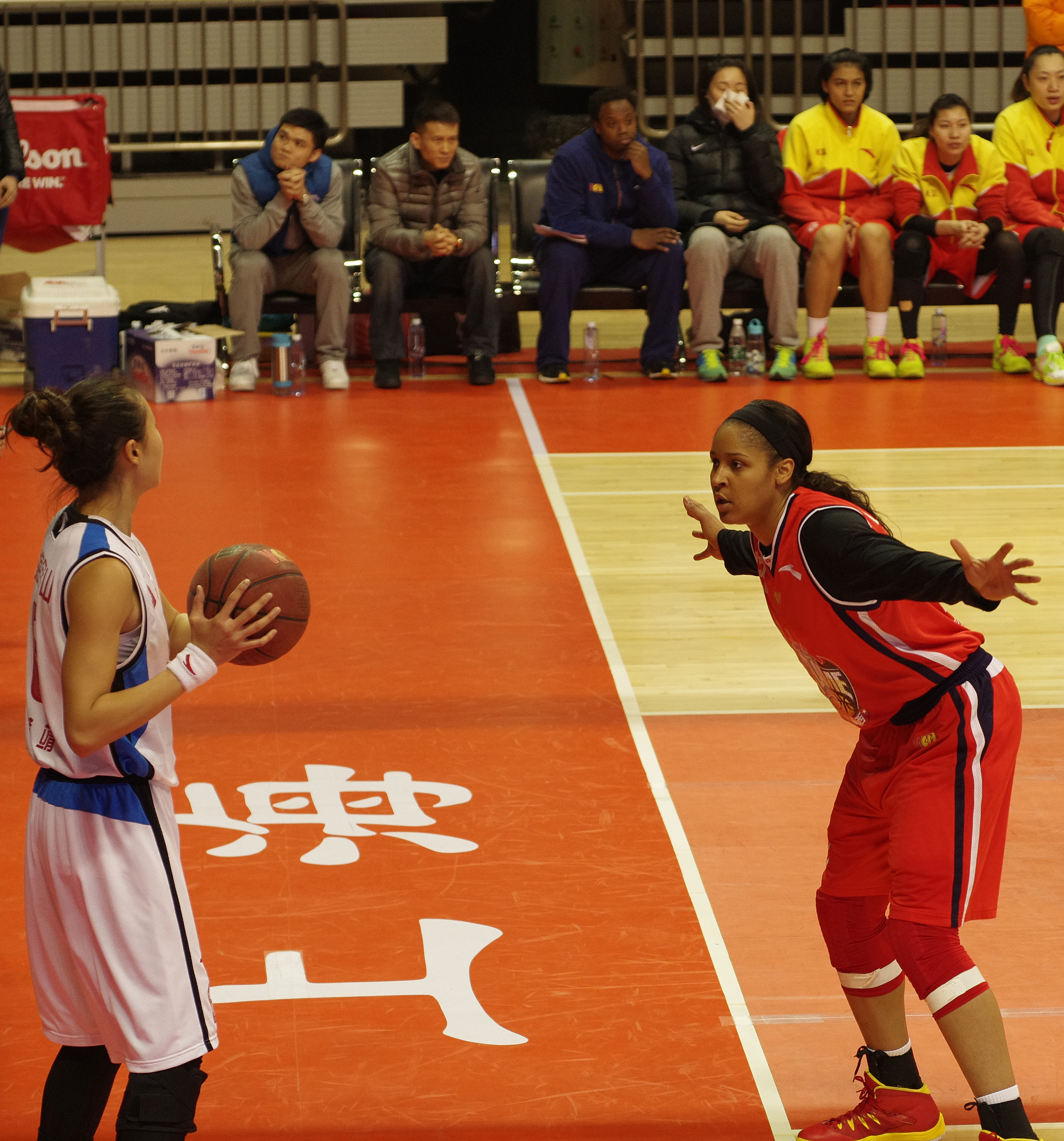
Maya Moore z Shanxi Flame broniąca przeciw Huang Jing z Szanghaj Octopus (styczeń 2014 - Szanghaj.

Ze względu na panujący w Chinach ustrój komunistyczny, przyznawanie nagrody MVP finałów jest bardzo subiektywne, można posunąć się do stwierdzenia, że nawet niesprawiedliwe. W lidze WCBA promowane są bowiem Chinki, kosztem zawodniczek zagranicznych, które to dominują bezsprzecznie w lidze, co potwierdzają statystyki. W większości chodzi o Amerykanki, grające w okresie letnim w WNBA. Mają one zazwyczaj największy wpływ na sukcesy każdego zespołu, a mimo to nie otrzymują, należnych im za wkład nagród indywidualnych. Do tej pory otrzymała ją oficjalnie jedynie Sylvia Fowles w 2017. Dla przykładu, według serwisu asia-basket.com w 2015 laureatką nagrody MVP finałów powinna zostać Maya Moore, 2018 wspomniana wcześniej Sylvia Fowles, a w 2019 Nneka Ogwumike. Dziennikarze międzynarodowi byli w tej kwestii zgodni, jednak tak się nie stało, pomimo ewidentnej dominacji tych zawodniczek w seriach finałowych. Ten sam problem dotyka kwestii nagrody MVP sezonu regularnego WBCA.